# تشارلز لي سميث
تشارلز لي سميث (بالإنجليزية: Charles Lee Smith)‏ هو كاتب أمريكي، ولد في 1887، وتوفي في 1964.